# Liga dos Campeões da UEFA de 2016–17
A Liga dos Campeões da UEFA de 2016–17 foi a 62ª edição da Liga dos Campeões da UEFA, a maior competição de clubes europeus organizada pela UEFA. A final foi disputada no Millennium Stadium em Cardiff no País de Gales.
O Real Madrid venceu a Juventus por 4–1 na final e conquistou o seu décimo segundo título. Com o título, a equipe se classificou como representante da UEFA para a Copa do Mundo de Clubes da FIFA de 2017 e também ganhou o direito de enfrentar o Manchester United, campeão da Liga Europa da UEFA de 2016–17, na Supercopa da UEFA de 2017.

## Distribuição de vagas e qualificação
Um total de 78 times das 53 de 55 associações da UEFA disputaram a edição de 2016–17 da Liga dos Campeões (com exceção de Liechtenstein, que não organiza um campeonato local). O ranking das associações é baseado no Coeficientes da UEFA do país que é usado para determinar o número de participantes para cada associação.
- Associações 1–3 classificam quatro times de cada.
- Associações 4–6 classificam três times de cada.
- Associações 7–15 classificam dois times de cada.
- Associações 16–55 (exceto Liechtenstein) classificam um time cada.
- Aos vencedores da Liga dos Campeões da UEFA de 2015–16 e Liga Europa da UEFA de 2015–16 são dadas a cada uma entrada adicional se não se qualificarem para a Liga dos Campeões de 2016–17 através da sua liga nacional.

## Equipes classificadas
As seguintes equipes se classificaram para esta edição da Liga dos Campeões da UEFA.
| Fase de grupos            | Fase de grupos          | Fase de grupos                | Fase de grupos                  |
| ------------------------- | ----------------------- | ----------------------------- | ------------------------------- |
| Real Madrid (2º)          | Bayern de Munique (1º)  | Sporting (2º)                 | Brugge (1º)                     |
| Barcelona (1º)            | Borussia Dortmund (2º)  | Paris Saint-Germain (1º)      | Basel (1º)                      |
| Atlético de Madrid (3º)   | Bayer Leverkusen (3º)   | Lyon (2º)                     | Beşiktaş (1º)                   |
| Leicester (1º)            | Juventus (1º)           | CSKA Moscou (1º)              | Sevilla (LE)                    |
| Arsenal (2º)              | Napoli (2º)             | Dínamo de Kiev (1º)           |                                 |
| Tottenham (3º)            | Benfica (1º)            | PSV Eindhoven (1º)            |                                 |
| Play-off                  |                         |                               |                                 |
| Rota dos Campeões         | Rota da Liga            | Rota da Liga                  | Rota da Liga                    |
|                           | Villarreal (4º)         | Borussia Mönchengladbach (4º) | Porto (3º)                      |
| Manchester City (4º)      | Roma (3º)               |                               |                                 |
| Terceira pré-eliminatória |                         |                               |                                 |
| Rota dos Campeões         | Rota da Liga            | Rota da Liga                  | Rota da Liga                    |
| Olympiacos (1º)           | Monaco (3º)             | Anderlecht (2º)               | Sparta Praha (2º)               |
| Viktoria Plzeň (1º)       | Rostov (2º)             | Young Boys (2º)               | Steaua Bucareste (2º)           |
| Astra Giurgiu (1º)        | Shakhtar Donetsk (2º)   | Fenerbahçe (2º)               |                                 |
|                           | Ajax (2º)               | PAOK (2º)                     |                                 |
| Segunda pré-eliminatória  |                         |                               |                                 |
| Red Bull Salzburg (1º)    | IFK Norrköping (1º)     | Astana (1º)                   | Mladost Podgorica (1º)          |
| Dinamo Zagreb (1º)        | Ludogorets Razgrad (1º) | Sheriff Tiraspol (1º)         | Partizani Tirana (2º)[Nota ALB] |
| APOEL (1º)                | Rosenborg (1º)          | Dinamo Tbilisi (1º)           | F91 Dudelange (1º)              |
| Légia Varsóvia (1º)       | Estrela Vermelha (1º)   | SJK (1º)                      | Crusaders (1º)                  |
| Hapoel Be'er Sheva (1º)   | Olimpija Ljubljana (1º) | FH (1º)                       | Žalgiris Vilnius (1º)           |
| BATE Borisov (1º)         | Qarabağ (1º)            | Zrinjski Mostar (1º)          | Liepāja (1º)                    |
| Copenhagen (1º)           | Trenčín (1º)            | Vardar (1º)                   |                                 |
| Celtic (1º)               | Ferencváros (1º)        | Dundalk (1º)                  |                                 |
| Primeira pré-eliminatória |                         |                               |                                 |
| Valletta (1º)             | B36 Tórshavn (1º)       | Alashkert (1º)                | Tre Penne (1º)                  |
| Flora Tallinn (1º)        | The New Saints (1º)     | FC Santa Coloma (1º)          | Lincoln Red Imps (1º)           |

Notas
- Nota ALB. ^  O Skënderbeu Korçë, campeão Albanês de 2015–16 se classificou a segunda pré-eliminatória da Liga dos Campeões porém foi excluído da competição após se envolver em manipulação de resultados.[4] A equipe apelou ao Tribunal Arbitral do Esporte, e assim a UEFA concordou em suspender a exclusão da equipe que foi incluida no sorteio da segunda pré-eliminatória. A decisão final de excluir o Skënderbeu Korçë foi realizada pelo Tribunal Arbitral do Esporte em 6 de julho de 2016, antes da segunda pré-eliminatória ser disputada.[5][6] Como resultado, a vaga foi repassada ao vice-campeão da Albânia, Partizani Tirana.[7]

## Calendário
Todos os sorteios foram realizados na sede da UEFA em Nyon na Suíça, exceto o sorteio para a fase de grupos que é realizado em Mônaco.
| Fase           | Rodada                    | Data do sorteio               | Partida de ida                                                     | Partida de volta                                                   |
| -------------- | ------------------------- | ----------------------------- | ------------------------------------------------------------------ | ------------------------------------------------------------------ |
| Qualificação   | Primeira pré-eliminatória | 20 de junho de 2016           | 28 de junho de 2016                                                | 5–6 de julho de 2016                                               |
| Qualificação   | Segunda pré-eliminatória  | 20 de junho de 2016           | 12–13 de julho de 2016                                             | 19–20 de julho de 2016                                             |
| Qualificação   | Terceira pré-eliminatória | 15 de julho de 2016           | 26–27 de julho de 2016                                             | 2–3 de agosto de 2016                                              |
| Play-off       | Fase de play-off          | 5 de agosto de 2016           | 16–17 de agosto de 2016                                            | 23–24 de agosto de 2016                                            |
| Fase de grupos | Primeira rodada           | 25 de agosto de 2016 (Mônaco) | 13–14 de setembro de 2016                                          | 13–14 de setembro de 2016                                          |
| Fase de grupos | Segunda rodada            | 25 de agosto de 2016 (Mônaco) | 27–28 de setembro de 2016                                          | 27–28 de setembro de 2016                                          |
| Fase de grupos | Terceira rodada           | 25 de agosto de 2016 (Mônaco) | 18–19 de outubro de 2016                                           | 18–19 de outubro de 2016                                           |
| Fase de grupos | Quarta rodada             | 25 de agosto de 2016 (Mônaco) | 1–2 de novembro de 2016                                            | 1–2 de novembro de 2016                                            |
| Fase de grupos | Quinta rodada             | 25 de agosto de 2016 (Mônaco) | 22–23 de novembro de 2016                                          | 22–23 de novembro de 2016                                          |
| Fase de grupos | Sexta rodada              | 25 de agosto de 2016 (Mônaco) | 6–7 de dezembro de 2016                                            | 6–7 de dezembro de 2016                                            |
| Fase final     | Oitavas de final          | 12 de dezembro de 2016        | 14–15 & 21–22 de fevereiro de 2017                                 | 7–8 & 14–15 de março de 2017                                       |
| Fase final     | Quartas de final          | 17 de março de 2017           | 11–12 de abril de 2017                                             | 18–19 de abril de 2017                                             |
| Fase final     | Semifinais                | 21 de abril de 2017           | 2–3 de maio de 2017                                                | 9–10 de maio de 2017                                               |
| Fase final     | Final                     | 21 de abril de 2017           | 3 de junho de 2017 no Millennium Stadium em Cardiff, País de Gales | 3 de junho de 2017 no Millennium Stadium em Cardiff, País de Gales |

## Rodadas de qualificação

### Primeira pré-eliminatória
O sorteio para a primeira e segunda pré-eliminatórias foi realizado em 20 de junho de 2016. As partidas de ida foram disputadas em 28 de junho, e as partidas de volta foram disputadas em 5 e 6 de julho de 2016. Um total de oito equipes participaram desta fase.
| Equipe 1        | Total    | Equipe 2         | 1.º jogo | 2.º jogo |
| --------------- | -------- | ---------------- | -------- | -------- |
| Flora Tallinn   | 2–3      | Lincoln Red Imps | 2–1      | 0–2      |
| The New Saints  | 5–1      | Tre Penne        | 2–1      | 3–0      |
| Valletta        | 2–2 (gf) | B36 Tórshavn     | 1–0      | 1–2      |
| FC Santa Coloma | 0–3      | Alashkert        | 0–0      | 0–3      |

### Segunda pré-eliminatória
O sorteio para esta fase foi realizado em 20 de junho de 2016. As partidas de ida foram disputadas em 12 e 13 de julho, e as partidas de volta foram disputadas em 19 e 20 de julho de 2016. Um total de 34 equipes jogaram na segunda pré-eliminatória: 30 equipes que entraram nesta rodada, e os quatro vencedores da primeira pré-eliminatória.
| Equipe 1           | Total       | Equipe 2          | 1.º jogo | 2.º jogo |
| ------------------ | ----------- | ----------------- | -------- | -------- |
| Qarabağ            | 3–1         | F91 Dudelange     | 2–0      | 1–1      |
| Hapoel Be'er Sheva | 3–2         | Sheriff Tiraspol  | 3–2      | 0–0      |
| Olimpija Ljubljana | 6–6 (gf)    | Trenčín           | 3–4      | 3–2      |
| Red Bull Salzburg  | 3–0         | Liepāja           | 1–0      | 2–0      |
| Vardar             | 3–5         | Dinamo Zagreb     | 1–2      | 2–3      |
| The New Saints     | 0–3         | APOEL             | 0–0      | 0–3      |
| Zrinjski Mostar    | 1–3         | Légia Varsóvia    | 1–1      | 0–2      |
| Ludogorets Razgrad | 5–0         | Mladost Podgorica | 2–0      | 3–0      |
| Dinamo Tbilisi     | 3–1         | Alashkert         | 2–0      | 1–1      |
| Žalgiris Vilnius   | 1–2         | Astana            | 0–0      | 1–2      |
| Partizani Tirana   | 2–2 (3–1 p) | Ferencváros       | 1–1      | 1–1      |
| BATE Borisov       | 4–2         | SJK               | 2–0      | 2–2      |
| Valletta           | 2–4         | Estrela Vermelha  | 1–2      | 1–2      |
| Rosenborg          | 5–4         | IFK Norrköping    | 3–1      | 2–3      |
| Dundalk            | 3–3 (gf)    | FH                | 1–1      | 2–2      |
| Lincoln Red Imps   | 1–3         | Celtic            | 1–0      | 0–3      |
| Crusaders          | 0–9         | Copenhague        | 0–3      | 0–6      |

### Terceira pré-eliminatória
A terceira pré-eliminatória é dividida em duas seções distintas: Caminho dos Campeões (para Liga dos Campeões) e a Rota da Liga (para não campeões da liga). As equipes perdedoras em ambas as seções entraram no play-off da Liga Europa da UEFA de 2016–17.
O sorteio para a terceira pré-eliminatória foi realizado no dia 15 de julho de 2016. As partidas de ida foram disputadas em 26 e 27 de julho, e as partidas de volta foram disputadas nos dias 2 e 3 de agosto de 2016.
Um total de 30 equipes jogaram na terceira pré-eliminatória.
| Equipe 1                 | Total                | Equipe 2             | 1.º jogo             | 2.º jogo             |                      |
| Caminho dos Campeões     | Caminho dos Campeões | Caminho dos Campeões | Caminho dos Campeões | Caminho dos Campeões | Caminho dos Campeões |
| ------------------------ | -------------------- | -------------------- | -------------------- | -------------------- | -------------------- |
| Rosenborg                | 2–4                  | APOEL                | 2–1                  | 0–3                  |                      |
| Dinamo Zagreb            | 3–0                  | Dinamo Tbilisi       | 2–0                  | 1–0                  |                      |
| Olympiacos               | 0–1                  | Hapoel Be'er Sheva   | 0–0                  | 0–1                  |                      |
| Astana                   | 2–3                  | Celtic               | 1–1                  | 1–2                  |                      |
| Trenčín                  | 0–1                  | Légia Varsóvia       | 0–1                  | 0–0                  |                      |
| Viktoria Plzeň           | 1–1                  | Qarabağ              | 0–0                  | 1–1                  |                      |
| Astra Giurgiu            | 1–4                  | Copenhague           | 1–1                  | 0–3                  |                      |
| BATE Borisov             | 1–3                  | Dundalk              | 1–0                  | 0–3                  |                      |
| Ludogorets Razgrad       | 6–4                  | Estrela Vermelha     | 2–2                  | 4–2 (pro)            |                      |
| Partizani Tirana         | 0–3                  | Red Bull Salzburg    | 0–1                  | 0–2                  |                      |
| Caminho dos Não-Campeões |                      |                      |                      |                      |                      |
| Ajax                     | 3–2                  | PAOK                 | 1–1                  | 2–1                  |                      |
| Sparta Praga             | 1–3                  | Steaua Bucareste     | 1–1                  | 0–2                  |                      |
| Shakhtar Donetsk         | 2–2 (2–4 p)          | Young Boys           | 2–0                  | 0–2                  |                      |
| Rostov                   | 4–2                  | Anderlecht           | 2–2                  | 2–0                  |                      |
| Fenerbahçe               | 3–4                  | Monaco               | 2–1                  | 1–3                  |                      |

## Rodada de play-off
A rodada de play-off é dividida em duas seções distintas: Caminho dos Campeões (para Liga dos Campeões) e Rota da Liga (para as equipes não campeãs da liga). As equipes perdedoras em ambas as seções entraram na fase de grupos da Liga Europa da UEFA de 2016–17.
O sorteio para a fase play-off foi realizado em 5 de agosto de 2016. As partidas de ida foram disputadas em 16 e 17 de agosto, e as partidas de volta foram disputadas em 23 e 24 de agosto de 2016.
Um total de 20 equipes jogaram na rodada de play-off.
| Equipe 1                 | Total                | Equipe 2                 | 1.º jogo             | 2.º jogo             |                      |
| Caminho dos Campeões     | Caminho dos Campeões | Caminho dos Campeões     | Caminho dos Campeões | Caminho dos Campeões | Caminho dos Campeões |
| ------------------------ | -------------------- | ------------------------ | -------------------- | -------------------- | -------------------- |
| Ludogorets Razgrad       | 4–2                  | Viktoria Plzeň           | 2–0                  | 2–2                  |                      |
| Celtic                   | 5–4                  | Hapoel Be'er Sheva       | 5–2                  | 0–2                  |                      |
| Copenhague               | 2–1                  | APOEL                    | 1–0                  | 1–1                  |                      |
| Dundalk                  | 1–3                  | Légia Varsóvia           | 0–2                  | 1–1                  |                      |
| Dinamo Zagreb            | 3–2                  | Red Bull Salzburg        | 1–1                  | 2–1 (pro)            |                      |
| Caminho dos não-campeões |                      |                          |                      |                      |                      |
| Steaua Bucareste         | 0–6                  | Manchester City          | 0–5                  | 0–1                  |                      |
| Porto                    | 4–1                  | Roma                     | 1–1                  | 3–0                  |                      |
| Ajax                     | 2–5                  | Rostov                   | 1–1                  | 1–4                  |                      |
| Young Boys               | 2–9                  | Borussia Mönchengladbach | 1–3                  | 1–6                  |                      |
| Villarreal               | 1–3                  | Monaco                   | 1–2                  | 0–1                  |                      |

## Fase de grupos
O sorteio para a fase de grupos foi realizado em Mônaco no dia 25 de agosto de 2016.
A fase de grupos conta com 32 times distribuídos em 8 grupos de 4 times cada. Os times se enfrentam em partidas de ida e volta dentro dos seus grupos e os dois primeiros se classificam para a fase oitavas de final. O terceiro colocado classifica-se para a fase de dezesseis avos da Liga Europa da UEFA de 2016–17. As 32 equipes foram divididas em quatro potes com base no Ranking da UEFA, com o detentor do título sendo colocado no pote 1 automaticamente.
Em cada grupo, as equipes jogam entre si em duelos em casa e fora. As partidas foram marcadas para: 13–14 de setembro, 27–28 de setembro, 18–19 de outubro, 1–2 de novembro, 22–23 de novembro, e 6–7 de dezembro de 2016.

### Potes
| Pote 1              | Coef.   |
| ------------------- | ------- |
| Real Madrid         | 176.142 |
| Bayern de Munique   | 163.035 |
| Barcelona           | 159.142 |
| Benfica             | 116.616 |
| Paris Saint-Germain | 112.549 |
| Juventus            | 107.087 |
| CSKA Moscou         | 48.716  |
| Leicester           | 15.256  |

| Pote 2             | Coef.   |
| ------------------ | ------- |
| Atlético de Madrid | 144.142 |
| Borussia Dortmund  | 110.035 |
| Arsenal            | 105.256 |
| Manchester City    | 99.256  |
| Sevilla            | 95.642  |
| Porto              | 92.616  |
| Napoli             | 90.087  |
| Bayer Leverkusen   | 89.035  |

| Pote 3                   | Coef.  |
| ------------------------ | ------ |
| Basel                    | 87.755 |
| Tottenham                | 74.256 |
| Dínamo de Kiev           | 65.976 |
| Lyon                     | 63.049 |
| PSV Eindhoven            | 57.112 |
| Sporting                 | 51.616 |
| Brugge                   | 43.000 |
| Borussia Mönchengladbach | 42.035 |

| Pote 4             | Coef.  |
| ------------------ | ------ |
| Celtic             | 40.460 |
| Monaco             | 36.549 |
| Beşiktaş           | 34.920 |
| Légia Varsóvia     | 28.000 |
| Dínamo Zagreb      | 25.775 |
| Ludogorets Razgrad | 25.625 |
| København          | 24.720 |
| Rostov             | 11.716 |

### Grupos
Os vencedores e os segundos classificados do grupo avançaram para as oitavas de final, enquanto os terceiros colocados entraram na Liga Europa da UEFA de 2016–17.
| Legenda                                                                          |
| Classificado às oitavas-de-final                                                 |
| Classificado à fase de dezesseis-avos de final da Liga Europa da UEFA de 2016–17 |
| Eliminado                                                                        |

#### Grupo A
| Pos | Equipe              | Pts | J | V | E | D | GP | GC | SG  | Classificado                     |  | ARS | PAR | LUD | BSL |
| --- | ------------------- | --- | - | - | - | - | -- | -- | --- | -------------------------------- |  | --- | --- | --- | --- |
| 1   | Arsenal             | 14  | 6 | 4 | 2 | 0 | 18 | 6  | +12 | Classificado às oitavas de final |  | —   | 2–2 | 6–0 | 2–0 |
| 2   | Paris Saint-Germain | 12  | 6 | 3 | 3 | 0 | 13 | 7  | +6  | Classificado às oitavas de final |  | 1–1 | —   | 2–2 | 3–0 |
| 3   | Ludogorets Razgrad  | 3   | 6 | 0 | 3 | 3 | 6  | 15 | −9  | Transferido para Liga Europa     |  | 2–3 | 1–3 | —   | 0–0 |
| 4   | Basel               | 2   | 6 | 0 | 2 | 4 | 3  | 12 | −9  | Eliminado                        |  | 1–4 | 1–2 | 1–1 | —   |

#### Grupo B
| Pos | Equipe         | Pts | J | V | E | D | GP | GC | SG | Classificado                     |  | NAP | BEN | BES | DKV |
| --- | -------------- | --- | - | - | - | - | -- | -- | -- | -------------------------------- |  | --- | --- | --- | --- |
| 1   | Napoli         | 11  | 6 | 3 | 2 | 1 | 11 | 8  | +3 | Classificado às oitavas de final |  | —   | 4–2 | 2–3 | 0–0 |
| 2   | Benfica        | 8   | 6 | 2 | 2 | 2 | 10 | 10 | 0  | Classificado às oitavas de final |  | 1–2 | —   | 1–1 | 1–0 |
| 3   | Beşiktaş       | 7   | 6 | 1 | 4 | 1 | 9  | 14 | −5 | Transferido para Liga Europa     |  | 1–1 | 3–3 | —   | 1–1 |
| 4   | Dínamo de Kiev | 5   | 6 | 1 | 2 | 3 | 8  | 6  | +2 | Eliminado                        |  | 1–2 | 0–2 | 6–0 | —   |

#### Grupo C
| Pos | Equipe                   | Pts | J | V | E | D | GP | GC | SG  | Classificado                     |  | BAR | MC  | MGB | CEL |
| --- | ------------------------ | --- | - | - | - | - | -- | -- | --- | -------------------------------- |  | --- | --- | --- | --- |
| 1   | Barcelona                | 15  | 6 | 5 | 0 | 1 | 20 | 4  | +16 | Classificado às oitavas de final |  | —   | 4–0 | 4–0 | 7–0 |
| 2   | Manchester City          | 9   | 6 | 2 | 3 | 1 | 12 | 10 | +2  | Classificado às oitavas de final |  | 3–1 | —   | 4–0 | 1–1 |
| 3   | Borussia Mönchengladbach | 5   | 6 | 1 | 2 | 3 | 5  | 12 | −7  | Transferido para Liga Europa     |  | 1–2 | 1–1 | —   | 1–1 |
| 4   | Celtic                   | 3   | 6 | 0 | 3 | 3 | 5  | 16 | −11 | Eliminado                        |  | 0–2 | 3–3 | 0–2 | —   |

#### Grupo D
| Pos | Equipe             | Pts | J | V | E | D | GP | GC | SG | Classificado                     |  | ATL | BAY | RST | PSV |
| --- | ------------------ | --- | - | - | - | - | -- | -- | -- | -------------------------------- |  | --- | --- | --- | --- |
| 1   | Atlético de Madrid | 15  | 6 | 5 | 0 | 1 | 7  | 2  | +5 | Classificado às oitavas de final |  | —   | 1–0 | 2–1 | 2–0 |
| 2   | Bayern de Munique  | 12  | 6 | 4 | 0 | 2 | 14 | 6  | +8 | Classificado às oitavas de final |  | 1–0 | —   | 5–0 | 4–1 |
| 3   | Rostov             | 5   | 6 | 1 | 2 | 3 | 6  | 12 | −6 | Transferido para Liga Europa     |  | 0–1 | 3–2 | —   | 2–2 |
| 4   | PSV Eindhoven      | 2   | 6 | 0 | 2 | 4 | 4  | 11 | −7 | Eliminado                        |  | 0–1 | 1–2 | 0–0 | —   |

#### Grupo E
| Pos | Equipe           | Pts | J | V | E | D | GP | GC | SG | Classificado                     |  | MON | LEV | TOT | CSKA |
| --- | ---------------- | --- | - | - | - | - | -- | -- | -- | -------------------------------- |  | --- | --- | --- | ---- |
| 1   | Monaco           | 11  | 6 | 3 | 2 | 1 | 9  | 7  | +2 | Classificado às oitavas de final |  | —   | 1–1 | 2–1 | 3–0  |
| 2   | Bayer Leverkusen | 10  | 6 | 2 | 4 | 0 | 8  | 4  | +4 | Classificado às oitavas de final |  | 3–0 | —   | 0–0 | 2–2  |
| 3   | Tottenham        | 7   | 6 | 2 | 1 | 3 | 6  | 6  | 0  | Transferido para Liga Europa     |  | 1–2 | 0–1 | —   | 3–1  |
| 4   | CSKA Moscou      | 3   | 6 | 0 | 3 | 3 | 5  | 11 | −6 | Eliminado                        |  | 1–1 | 1–1 | 0–1 | —    |

#### Grupo F
| Pos | Equipe            | Pts | J | V | E | D | GP | GC | SG  | Classificado                     |  | DOR | RM  | LEG | SPO |
| --- | ----------------- | --- | - | - | - | - | -- | -- | --- | -------------------------------- |  | --- | --- | --- | --- |
| 1   | Borussia Dortmund | 14  | 6 | 4 | 2 | 0 | 21 | 9  | +12 | Classificado às oitavas de final |  | —   | 2–2 | 8–4 | 1–0 |
| 2   | Real Madrid       | 12  | 6 | 3 | 3 | 0 | 16 | 10 | +6  | Classificado às oitavas de final |  | 2–2 | —   | 5–1 | 2–1 |
| 3   | Légia Varsóvia    | 4   | 6 | 1 | 1 | 4 | 9  | 24 | −15 | Transferido para Liga Europa     |  | 0–6 | 3–3 | —   | 1–0 |
| 4   | Sporting          | 3   | 6 | 1 | 0 | 5 | 5  | 8  | −3  | Eliminado                        |  | 1–2 | 1–2 | 2–0 | —   |

#### Grupo G
| Pos | Equipe    | Pts | J | V | E | D | GP | GC | SG  | Classificado                     |  | LEI | POR | KOB | BRU |
| --- | --------- | --- | - | - | - | - | -- | -- | --- | -------------------------------- |  | --- | --- | --- | --- |
| 1   | Leicester | 13  | 6 | 4 | 1 | 1 | 7  | 6  | +1  | Classificado às oitavas de final |  | —   | 1–0 | 1–0 | 2–1 |
| 2   | Porto     | 11  | 6 | 3 | 2 | 1 | 9  | 3  | +6  | Classificado às oitavas de final |  | 5–0 | —   | 1–1 | 1–0 |
| 3   | København | 9   | 6 | 2 | 3 | 1 | 7  | 2  | +5  | Transferido para Liga Europa     |  | 0–0 | 0–0 | —   | 4–0 |
| 4   | Brugge    | 0   | 6 | 0 | 0 | 6 | 2  | 14 | −12 | Eliminado                        |  | 0–3 | 1–2 | 0–2 | —   |

#### Grupo H
| Pos | Equipe        | Pts | J | V | E | D | GP | GC | SG  | Classificado                     |  | JUV | SEV | LYO | DZG |
| --- | ------------- | --- | - | - | - | - | -- | -- | --- | -------------------------------- |  | --- | --- | --- | --- |
| 1   | Juventus      | 14  | 6 | 4 | 2 | 0 | 11 | 2  | +9  | Classificado às oitavas de final |  | —   | 0–0 | 1–1 | 2–0 |
| 2   | Sevilla       | 11  | 6 | 3 | 2 | 1 | 7  | 3  | +4  | Classificado às oitavas de final |  | 1–3 | —   | 1–0 | 4–0 |
| 3   | Lyon          | 8   | 6 | 2 | 2 | 2 | 5  | 3  | +2  | Transferido para Liga Europa     |  | 0–1 | 0–0 | —   | 3–0 |
| 4   | Dínamo Zagreb | 0   | 6 | 0 | 0 | 6 | 0  | 15 | −15 | Eliminado                        |  | 0–4 | 0–1 | 0–1 | —   |

## Fase final
Nas fases finais, as equipes classificadas jogaram em partidas eliminatórias de ida e volta, exceto no jogo final.

### Classificados às oitavas de final
| Grupo | Líderes de grupo   | Vice-líderes de grupo |
| ----- | ------------------ | --------------------- |
| A     | Arsenal            | Paris Saint-Germain   |
| B     | Napoli             | Benfica               |
| C     | Barcelona          | Manchester City       |
| D     | Atlético de Madrid | Bayern de Munique     |
| E     | Monaco             | Bayer Leverkusen      |
| F     | Borussia Dortmund  | Real Madrid           |
| G     | Leicester          | Porto                 |
| H     | Juventus           | Sevilla               |

### Esquema
|  | Oitavas de final              | Oitavas de final              | Oitavas de final              | Oitavas de final              |   |                    | Quartas de final | Quartas de final | Quartas de final | Quartas de final |  |             | Semifinais     | Semifinais     | Semifinais     | Semifinais     |          |   | Final      | Final      |
|  | 14 de fevereiro a 15 de março | 14 de fevereiro a 15 de março | 14 de fevereiro a 15 de março | 14 de fevereiro a 15 de março |   |                    | 11 a 19 de abril | 11 a 19 de abril | 11 a 19 de abril | 11 a 19 de abril |  |             | 2 a 10 de maio | 2 a 10 de maio | 2 a 10 de maio | 2 a 10 de maio |          |   | 3 de junho | 3 de junho |
|  |                               |                               |                               |                               |   |                    |                  |                  |                  |                  |  |             |                |                |                |                |          |   |            |            |
|  | Benfica                       | 1                             | 0                             | 1                             |   |                    |                  |                  |                  |                  |  |             |                |                |                |                |          |   |            |            |
|  | Borussia Dortmund             | 0                             | 4                             | 4                             |   |                    |                  |                  |                  |                  |  |             |                |                |                |                |          |   |            |            |
|  | Borussia Dortmund             | 0                             | 4                             | 4                             |   | Borussia Dortmund  | 2                | 1                | 3                |                  |  |             |                |                |                |                |          |   |            |            |
|  |                               |                               |                               |                               |   | Borussia Dortmund  | 2                | 1                | 3                |                  |  |             |                |                |                |                |          |   |            |            |
|  |                               | Monaco                        | 3                             | 3                             | 6 |                    |                  |                  |                  |                  |  |             |                |                |                |                |          |   |            |            |
|  | Manchester City               | Monaco                        | 3                             | 3                             | 6 | 5                  | 1                | 6                |                  |                  |  |             |                |                |                |                |          |   |            |            |
|  | Manchester City               |                               |                               |                               |   | 5                  | 1                | 6                |                  |                  |  |             |                |                |                |                |          |   |            |            |
|  | Monaco (gf)                   | 3                             | 3                             | 6                             |   |                    |                  |                  |                  |                  |  |             |                |                |                |                |          |   |            |            |
|  | Monaco (gf)                   | 3                             | 3                             | 6                             |   |                    |                  |                  |                  |                  |  | Monaco      | 0              | 1              | 1              |                |          |   |            |            |
|  |                               |                               |                               |                               |   |                    |                  |                  |                  |                  |  | Monaco      | 0              | 1              | 1              |                |          |   |            |            |
|  |                               | Juventus                      | 2                             | 2                             | 4 |                    |                  |                  |                  |                  |  |             |                |                |                |                |          |   |            |            |
|  | Porto                         | Juventus                      | 2                             | 2                             | 4 | 0                  | 0                | 0                |                  |                  |  |             |                |                |                |                |          |   |            |            |
|  | Porto                         |                               |                               |                               |   | 0                  | 0                | 0                |                  |                  |  |             |                |                |                |                |          |   |            |            |
|  | Juventus                      | 2                             | 1                             | 3                             |   |                    |                  |                  |                  |                  |  |             |                |                |                |                |          |   |            |            |
|  | Juventus                      | 2                             | 1                             | 3                             |   | Juventus           | 3                | 0                | 3                |                  |  |             |                |                |                |                |          |   |            |            |
|  |                               |                               |                               |                               |   | Juventus           | 3                | 0                | 3                |                  |  |             |                |                |                |                |          |   |            |            |
|  |                               | Barcelona                     | 0                             | 0                             | 0 |                    |                  |                  |                  |                  |  |             |                |                |                |                |          |   |            |            |
|  | Paris Saint-Germain           | Barcelona                     | 0                             | 0                             | 0 | 4                  | 1                | 5                |                  |                  |  |             |                |                |                |                |          |   |            |            |
|  | Paris Saint-Germain           |                               |                               |                               |   | 4                  | 1                | 5                |                  |                  |  |             |                |                |                |                |          |   |            |            |
|  | Barcelona                     | 0                             | 6                             | 6                             |   |                    |                  |                  |                  |                  |  |             |                |                |                |                |          |   |            |            |
|  | Barcelona                     | 0                             | 6                             | 6                             |   |                    |                  |                  |                  |                  |  |             |                |                |                |                | Juventus | 1 |            |            |
|  |                               |                               |                               |                               |   |                    |                  |                  |                  |                  |  |             |                |                |                |                |          | 1 |            |            |
|  |                               | Real Madrid                   | 4                             |                               |   |                    |                  |                  |                  |                  |  |             |                |                |                |                |          |   |            |            |
|  | Bayern de Munique             | Real Madrid                   | 4                             | 5                             | 5 | 10                 |                  |                  |                  |                  |  |             |                |                |                |                |          |   |            |            |
|  | Bayern de Munique             |                               |                               | 5                             | 5 | 10                 |                  |                  |                  |                  |  |             |                |                |                |                |          |   |            |            |
|  | Arsenal                       | 1                             | 1                             | 2                             |   |                    |                  |                  |                  |                  |  |             |                |                |                |                |          |   |            |            |
|  | Arsenal                       | 1                             | 1                             | 2                             |   | Bayern de Munique  | 1                | 2                | 3                |                  |  |             |                |                |                |                |          |   |            |            |
|  |                               |                               |                               |                               |   | Bayern de Munique  | 1                | 2                | 3                |                  |  |             |                |                |                |                |          |   |            |            |
|  |                               | Real Madrid (pro)             | 2                             | 4                             | 6 |                    |                  |                  |                  |                  |  |             |                |                |                |                |          |   |            |            |
|  | Real Madrid                   | Real Madrid (pro)             | 2                             | 4                             | 6 | 3                  | 3                | 6                |                  |                  |  |             |                |                |                |                |          |   |            |            |
|  | Real Madrid                   |                               |                               |                               |   | 3                  | 3                | 6                |                  |                  |  |             |                |                |                |                |          |   |            |            |
|  | Napoli                        | 1                             | 1                             | 2                             |   |                    |                  |                  |                  |                  |  |             |                |                |                |                |          |   |            |            |
|  | Napoli                        | 1                             | 1                             | 2                             |   |                    |                  |                  |                  |                  |  | Real Madrid | 3              | 1              | 4              |                |          |   |            |            |
|  |                               |                               |                               |                               |   |                    |                  |                  |                  |                  |  | Real Madrid | 3              | 1              | 4              |                |          |   |            |            |
|  |                               | Atlético de Madrid            | 0                             | 2                             | 2 |                    |                  |                  |                  |                  |  |             |                |                |                |                |          |   |            |            |
|  | Bayer Leverkusen              | Atlético de Madrid            | 0                             | 2                             | 2 | 2                  | 0                | 2                |                  |                  |  |             |                |                |                |                |          |   |            |            |
|  | Bayer Leverkusen              |                               |                               |                               |   | 2                  | 0                | 2                |                  |                  |  |             |                |                |                |                |          |   |            |            |
|  | Atlético de Madrid            | 4                             | 0                             | 4                             |   |                    |                  |                  |                  |                  |  |             |                |                |                |                |          |   |            |            |
|  | Atlético de Madrid            | 4                             | 0                             | 4                             |   | Atlético de Madrid | 1                | 1                | 2                |                  |  |             |                |                |                |                |          |   |            |            |
|  |                               |                               |                               |                               |   | Atlético de Madrid | 1                | 1                | 2                |                  |  |             |                |                |                |                |          |   |            |            |
|  |                               | Leicester                     | 0                             | 1                             | 1 |                    |                  |                  |                  |                  |  |             |                |                |                |                |          |   |            |            |
|  | Sevilla                       | Leicester                     | 0                             | 1                             | 1 | 2                  | 0                | 2                |                  |                  |  |             |                |                |                |                |          |   |            |            |
|  | Sevilla                       |                               |                               |                               |   | 2                  | 0                | 2                |                  |                  |  |             |                |                |                |                |          |   |            |            |
|  | Leicester                     | 1                             | 2                             | 3                             |   |                    |                  |                  |                  |                  |  |             |                |                |                |                |          |   |            |            |

Nota: O esquema acima é usado somente para uma visualização melhor dos confrontos. Todos os confrontos desta fase são sorteados e não seguem a ordem mostrada.

### Oitavas de final
O sorteio das oitavas de final foi realizado em 12 de dezembro de 2016. As partidas de ida foram disputadas em 14, 15, 21 e 22 de fevereiro e as partidas de volta em 7, 8, 14 e 15 de março de 2017.
| Equipe 1            | Total    | Equipe 2           | 1.º jogo | 2.º jogo |
| ------------------- | -------- | ------------------ | -------- | -------- |
| Manchester City     | 6–6 (gf) | Monaco             | 5–3      | 1–3      |
| Real Madrid         | 6–2      | Napoli             | 3–1      | 3–1      |
| Benfica             | 1–4      | Borussia Dortmund  | 1–0      | 0–4      |
| Bayern de Munique   | 10–2     | Arsenal            | 5–1      | 5–1      |
| Porto               | 0–3      | Juventus           | 0–2      | 0–1      |
| Bayer Leverkusen    | 2–4      | Atlético de Madrid | 2–4      | 0-0      |
| Paris Saint-Germain | 5–6      | Barcelona          | 4–0      | 1–6      |
| Sevilla             | 2–3      | Leicester          | 2–1      | 0–2      |

### Quartas de final
O sorteio para as quartas de final ocorreu em 17 de março de 2017. As partidas de ida serão disputadas em 11 e 12 de abril de 2017, e as partidas de volta em 18 e 19 de abril de 2017.
| Equipe 1           | Total | Equipe 2    | 1.º jogo | 2.º jogo  |
| ------------------ | ----- | ----------- | -------- | --------- |
| Atlético de Madrid | 2–1   | Leicester   | 1–0      | 1–1       |
| Borussia Dortmund  | 3–6   | Monaco      | 2–3      | 1–3       |
| Bayern de Munique  | 3–6   | Real Madrid | 1–2      | 2–4 (pro) |
| Juventus           | 3–0   | Barcelona   | 3–0      | 0–0       |

### Semifinais
O sorteio para as semifinais e final ocorreu em 21 de abril de 2017. As partidas de ida foram disputadas em 2 e 3 de maio de 2017, e as partidas de volta em 9 e 10 de maio de 2017.
| Equipe 1    | Total | Equipe 2           | 1.º jogo | 2.º jogo |
| ----------- | ----- | ------------------ | -------- | -------- |
| Real Madrid | 4–2   | Atlético de Madrid | 3–0      | 1–2      |
| Monaco      | 1–4   | Juventus           | 0–2      | 1–2      |

### Final
A final foi disputada em 3 de junho de 2017, no Millennium Stadium em Cardiff, País de Gales.
| 3 de junho de 2017 | Juventus      | 1 – 4     | Real Madrid                                             | Millennium Stadium, Cardiff              |
| 20:45 (UTC+0)      | Mandžukić 27' | Relatório | Cristiano Ronaldo 20', 64' · Casemiro 61' · Asensio 90' | Público: 65 842 Árbitro: GER Felix Brych |

## Premiação
| Liga dos Campeões da UEFA de 2016–17 |
| Espanha                              |
| ------------------------------------ |
| Real Madrid (12º título)             |

## Estatísticas
Gols e Assistências contabilizados a partir da fase de grupos, excluindo as fases de qualificação.
Nomes em negrito são de jogadores e times que continuam na competição.
 Atualizado em 11 de maio de 2017
| Pos. | Jogador            | Equipe              | Gols | Tempo jogando |
| ---- | ------------------ | ------------------- | ---- | ------------- |
| 1    | Cristiano Ronaldo  | Real Madrid         | 12   | 1200'         |
| 2    | Lionel Messi       | Barcelona           | 11   | 810'          |
| 3    | Edinson Cavani     | Paris Saint-Germain | 8    | 720'          |
| 3    | Robert Lewandowski | Bayern de Munique   | 8    | 794'          |
| 5    | Aubameyang         | Borussia Dortmund   | 7    | 708'          |
| 6    | Kylian Mbappé      | Monaco              | 6    | 536'          |
| 6    | Antoine Griezmann  | Atlético de Madrid  | 6    | 1068'         |
| 8    | Sergio Agüero      | Manchester City     | 5    | 541'          |
| 8    | Dries Mertens      | Napoli              | 5    | 571'          |
| 8    | Falcao García      | Monaco              | 5    | 666'          |
| 8    | Karim Benzema      | Real Madrid         | 5    | 877'          |
| 8    | Gonzalo Higuaín    | Juventus            | 5    | 949'          |

| Pos. | Jogador           | Equipe            | Assist. | Tempo jogando |
| ---- | ----------------- | ----------------- | ------- | ------------- |
| 1    | Neymar            | Barcelona         | 8       | 797'          |
| 2    | Cristiano Ronaldo | Real Madrid       | 6       | 1110'         |
| 3    | Ousmane Dembélé   | Borussia Dortmund | 5       | 769'          |
| 4    | Raheem Sterling   | Manchester City   | 4       | 577'          |
| 4    | Eduardo Salvio    | Benfica           | 4       | 628'          |
| 4    | Thomas Lemar      | Monaco            | 4       | 895'          |
| 7    | Christian Pulisic | Borussia Dortmund | 3       | 599'          |
| 7    | Thiago Alcántara  | Bayern de Munique | 3       | 786'          |
| 7    | Luis Suárez       | Barcelona         | 3       | 810'          |
| 7    | Miralem Pjanić    | Juventus          | 3       | 837'          |
| 7    | Daniel Alves      | Juventus          | 3       | 911'          |
| 7    | Sergio Ramos      | Real Madrid       | 3       | 911'          |

### Hat-tricks
| Jogador           | Para              | Contra                   | Resultado | Data                   | Ref.   |
| ----------------- | ----------------- | ------------------------ | --------- | ---------------------- | ------ |
| Lionel Messi      | Barcelona         | Celtic                   | 7–0       | 13 de setembro de 2016 | [ 17 ] |
| Sergio Agüero     | Manchester City   | Borussia Mönchengladbach | 4–0       | 14 de setembro de 2016 | [ 18 ] |
| Lionel Messi      | Barcelona         | Manchester City          | 4–0       | 19 de outubro de 2016  | [ 19 ] |
| Mesut Özil        | Arsenal           | Ludogorets               | 6–0       | 19 de outubro de 2016  | [ 20 ] |
| Arda Turan        | Barcelona         | Borussia Mönchengladbach | 4–0       | 6 de dezembro de 2016  | [ 21 ] |
| Aubameyang        | Borussia Dortmund | Benfica                  | 4–0       | 8 de março de 2017     | [ 22 ] |
| Cristiano Ronaldo | Real Madrid       | Bayern de Munique        | 4–2       | 18 de abril de 2017    | [ 23 ] |
| Cristiano Ronaldo | Real Madrid       | Atlético de Madrid       | 3–0       | 2 de maio 2017         | [ 24 ] |

## Recordes
No dia 22 de novembro de 2016, no jogo do grupo F, entre o Borussia Dortmund e Légia Varsóvia, houve a quebra de 3 recordes. O primeiro foi por fazer 5 gols em menos de 25 minutos, o segundo por fazer 7 gols em menos de 32 minutos e o terceiro por marcar o maior número de gols em uma única partida, num placar de 8–4, num total de 12 gols, superando o recorde passado do Monaco  contra o Deportivo La Coruña (8–3).
Na partida "Real Madrid 4 x 2 Bayern de Munique", Cristiano Ronaldo atingiu a marca de primeiro jogador na história a marcar 100 gols na Uefa Champions League.
Com o hat-trick sobre o Atlético de Madrid, Cristiano Ronaldo se tornou o único jogador na história da competição a marcar dois hat-trick's na fase mata-mata. Também, nesse jogo, se tornou o maior artilheiro das semifinais da Champions, com 13 gols, superando DiStéfano (11 gols).